# 恐怖的世界
《恐怖的世界》是一款2023年發行的1-bit像素風格電子角色扮演遊戲，受到H.P.洛夫克拉夫特、伊藤润二的影響。該遊戲由波蘭開發商Paweł Koźmiński開發，由Ysbryd Games發行。該遊戲於2020年2月20日經由Steam、GOG.com、Microsoft商店發布抢先体验版。完整版遊戲於2023年10月19日在macOS、Windows平台發行。10月26日於任天堂Switch、PlayStation 4、PlayStation 5發行。
故事舞台發生在虛構的198X年日本鹽川町。玩家必須探索各地並且和異世的怪物戰鬥，以阻止迫在眉睫的世界末日。

## 玩法
《恐怖的世界》以回合制戰鬥為特色，玩家在戰鬥中可以按佇列來採取行動跟攻擊敵對生物，其中許多生物都是以日本恐怖漫畫和都市傳說的生物為原型，例如裂口女。遊戲還透過探索跟解謎機制來融入冒险游戏、roguelike元素。

## 開發
遊戲開發者Paweł Koźmiński（別名：Panstasz）趁牙醫工作的空檔兼職開發這款遊戲。遊戲所有的美術設計都是用小畫家製作，其他文字由作者Cassandra Khaw提供。遊戲音樂由ArcOfDream、Qwesta創作。自2020年起，遊戲發行商就表達發行遊戲機版本的意向，2022年11月任天堂在獨立遊戲世界展示會上也透露了遊戲發行日期。

## 評價
| 汇总媒体   | 得分                              |
| ---------- | --------------------------------- |
| Metacritic | PC: 78/100 NS: 81/100 PS4: 76/100 |

| 媒体          | 得分   |
| ------------- | ------ |
| Destructoid   | 8/10   |
| Edge          | 7/10   |
| Eurogamer     | 3/5    |
| Nintendo Life | 8/10   |
| PC Gamer英国  | 85/100 |

### 搶先體驗版
Destructoid的Jordan Devore稱呼該遊戲和其模組化設計形式是「難得的享受」，以及「陰森的芯片音乐原聲音樂跟長時間艱苦戰鬥不斷上升的緊張氣氛」，但也批評其戰鬥在長時間的遊戲過程中變得乏味。 Polygon上的Jenna Stoeber稱該遊戲的恐怖感「引人入勝」，但她批評遊戲視覺效果「參差不齊」，並稱瀏覽介面「令人沮喪」。CGMagazine上的Lane Martin說這款遊戲「觸及了恐怖真正的本質」。

### 最終發布版
PC Gamer上的Kerry Brunskill稱其為「今年最好的恐怖遊戲之一」。Destructoid上的Zoey Handley稱讚其創意性的方法。
根據Metacritic的數據，《恐怖的世界》目前獲得「普遍好評」。